# Edith Trautwein
Edith Trautwein, geb. Malm (* 17. Dezember 1882 in Hannover; † 8. Juli 1967 in Pforzheim) war eine deutsche Bibliothekarin und Politikerin (SPD).

## Leben
Edith Malm wurde als Tochter des Geheimen Regierungsrates Gustav Malm geboren. Nach der Obersekundareife an der Höheren Mädchenlehranstalt bestand sie 1905 das Examen als Staatliche Bibliothekarin in Berlin. Sie heiratete den Rechtsanwalt Karl Trautwein und war im Anschluss als Hausfrau in Pforzheim tätig.
Trautwein trat in die SPD ein und wurde Mitglied des Landesausschusses für Arbeiterwohlfahrt. Sie war von 1919 bis 1922 Stadtverordnete und von 1922 bis 1930 die erste Pforzheimer Stadträtin. Vom 26. April 1928, als sie für den ausgeschiedenen Abgeordneten Wilhelm Engler nachrückte, bis 1929 war sie Mitglied des Landtages der Republik Baden.